# Aspidorhynchidae
De Aspidorhynchidae zijn een familie van uitgestorven straalvinnige beenvissen (Osteichthyes). Ze staan alleen binnen de orde Aspidorhynchiformes en leefden van het Midden-Jura tot het Laat-Krijt.

## Kenmerken
Met hun langwerpige lichaam en spitse snuit leken de vissen op de huidige geep (Belonidae). Hun lichaam was nog steeds bedekt met de oorspronkelijke ganoïde schubben. De rug- en anaalvinnen waren kort en stonden symmetrisch tegenover elkaar op het achterste deel van het lichaam. De buikvinnen lagen net achter het midden van het lichaam. De Aspidorhynchidae werden tot een meter lang. Het waren waarschijnlijk snelle roofvissen.

## Geslachten en soorten
- Aspidorhynchus Agassiz, 1833
  - Aspidorhynchus acutirostris
  - Aspidorhynchus arawaki
  - Aspidorhynchus euodus
  - Aspidorhynchus fisheri
  - Aspidorhynchus sphekodes
- Belonostomus Agassiz, 1834
  - Belonostomus münsteri
  - Belonostomus tenuirostris
- Vinctifer Jordan, 1920
  - Vinctifer longirostris